# El Cid, tête de lion
El Cid, tête de lion est un tableau réalisé en 1879 par la peintre française Rosa Bonheur. De format vertical, cette huile sur toile est une peinture animalière qui représente la tête d'un lion aperçu de face, à la manière d'un portrait. Il s'agit sans doute d'un lion de l'Atlas, comme le suggèrent les montagnes apparaissant derrière sa crinière, dans le lointain. Offerte dès l'année de sa création par le marchand d'art Ernest Gambart, ami de l'artiste, l'œuvre est conservée au musée du Prado, à Madrid, en Espagne.